# Carmen Puerta Extremera
Carmen Puerta Extremera (Cazorla, 25 de abril de 1963) es una poeta y ecofeminista involucrada en diferentes colectivos de mujeres y ONG.

## Biografía
Nació en Cazorla, donde vivió sus primeros años hasta 1965 que se trasladó con su familia a Pamplona. Realizó sus primeros estudios en Pamplona en el colegio Santa Teresa de Jesús y en la Universidad Nacional de Educación a Distancia (UNED). Es coach social y escolar, mediadora social, en diferentes colectivos de mujeres y ONG.

### Trayectoria literaria
Poeta integrante en grupos literarios y lectora de poesía. Tiene 7 poemarios publicados, entre ellos, "La otra orilla", que fue presentado en Estella.Madrid, Granada y Cazorla. Dirige la Asociación EOS Barbarin. Colabora activamente desde su localidad en Barbarin para difundir la poesía y la cultura en el mundo rural, sobre todo en los pequeños municipios navarros. Impulsa junto a la Asociación Navarra de escritores (ANE-NIE) el Premio Infantil y Juvenil Mario Zunzarren, en homenaje al escritor unido a Barbarin y a su Plaza de Poetas. Ha realizado la exposición que lleva por título "Piel de luz y versos", junto a Ángel Azcárate, con el que también ha colaborado en la obra "Reflejos de Kaiku". Forma parte del grupo de poesía de Tierra Estella. y realiza talleres de Haikus. Ha creado junto a Lucia Otero Rodríguez y Marcos Antonio Rodríguez Egea, Aldara Ediciones, con el fin de apoyar nuevas obras y crear oportunidades literarias.

### Trayectoria política
Es alcaldesa independiente en el Ayuntamiento de Barbarin y presidenta de la Agencia de desarrollo Rural en Tierra Estella, Teder, donde ha liderado su plan estratégico y trabaja por el desarrollo de la comarca y sus necesidades con la defensa de  servicios y calidad de  vida en pequeños municipios.
Fundadora de la Asociación de Mujeres Políticas Anahira España y Navarra, junto a Susana Castanera Gómez (Ayuntamiento de Allo), María José Calvo Meca (Ayuntamiento de Villatuerta), Silvia Camaces Murillo (Ayuntamiento de Torralba del Río) y Begoña Fernández Salinas (Ayuntamiento de Etayo), cuyo fin es la formación de las mujeres políticas municipales.
Pertenece al Consejo Consultivo Ético y Tutor del Observatorio Internacional para la Defensa de los Derechos Humanos y es directora de su delegación navarra.